# برنارد بينتون
برنارد بينتون (بالإنجليزية: Bernard Benton)‏ (6 يناير 1957 بطليطلة في إسبانيا - ) هو ملاكم أمريكي، صنّف ضمن فئة وزن الكروزر (ملاكمة).

## إحصائيات
خاض خلال مسيرته 28 نزالا، فاز في 21 وتعادل في 1 وخسر في 6. فاز بالضربة القاضية في 9 نزالات.

## روابط خارجية
- برنارد بينتون على موقع بوكس ريك (الإنجليزية) (registration required)